# If You're Reading This It's Too Late
If You’re Reading This It’s Too Late är en mixtape av den kanadensiska rapparen Drake. Den släpptes på olika strömningstjänster och fysiskt den 13 februari 2015.
“If You’re Reading This It’s Too Late” fick för det mesta positiva recensioner av kritiker och debuterade på första plats på Billboard 200.

## Bakgrund
I juli 2014 meddelade Drake offentligt att hans fjärde album skulle heta Views, men enligt rykten hade inspelningen inte påbörjats. I november 2014 var basketstjärnan Demar Derozan med i en intervju där det nämndes att Drake skulle släppa ett album i januari 2015. Den 12 februari 2015 släppte Drake en kortfilm vid namnet Jungle som innehöll delar av nya låtar som Know Yourself och Jungle.

## Släpp och marknadsföring
Mixtapen släpptes 12 februari 2015 och en länk till albumet lades ut på Drakes Facebook-sida. Den uppladdades också på OVO Sounds officiella Soundcloud-konto, men blev snabbt borttagen. Albumet släpptes på iTunes Store den 13 februari 2015.
Drake antydde på sitt Instagramkonto av en alternativ version av projektet som producerats av DJ Candlestick och OG Ron C som hette If You’re Choppin’ This It’s Too Late skulle släppas, vilket den gjorde 14 april 2015. Den fysiska versionen av albumet släpptes den 21 april samma år med två bonusspår “How About Now” och “My Side” i affärer som en samlarutgåva.

## Utmärkelser
| År   | Ceremoni               | Kategori        | Resultat  |
| ---- | ---------------------- | --------------- | --------- |
| 2015 | BET Hip Hop Awards     | Årets album     | Nominerad |
| 2015 | Billboard Music Awards | Årets rappalbum | Nominerad |
| 2015 | Polaris Music Prize    | Nominerad       | Nominerad |
| 2016 | Grammy Awards          | Årets rappalbum | Nominerad |
| 2016 | Billboard Music Awards | Årets rappalbum | Nominerad |

## Låtlista
| Nr           | Titel                                               | Producent(er)                              | Längd |
| ------------ | --------------------------------------------------- | ------------------------------------------ | ----- |
| 1.           | Legend                                              | PartyNextDoor                              | 4:01  |
| 2.           | Energy                                              | Boi-1da OB O'Brien [a]                     | 3:01  |
| 3.           | 10 Bands                                            | Boi-1da Sevn Thomas [a]                    | 2:57  |
| 4.           | Know Yourself                                       | Boi-1da Vinylz [a] Syk Sense [a]           | 4:35  |
| 5.           | No Tellin'                                          | Boi-1da Frank Dukes [a]                    | 5:10  |
| 6.           | Madonna                                             | 40                                         | 4:08  |
| 7.           | 6 God                                               | Boi-1da Syk Sense                          | 3:00  |
| 8.           | Star67                                              | MostHigh Nytz Vinylz [b]                   | 4:55  |
| 9.           | Preach (featuring PartyNextDoor)                    | PartyNextDoor                              | 3:56  |
| 10.          | Wednesday Night Interlude (featuring PartyNextDoor) | PartyNextDoor                              | 3:32  |
| 11.          | Used To (featuring Lil Wayne)                       | WondaGurl                                  | 4:28  |
| 12.          | 6 Man                                               | 40 Daxz [a]                                | 2:47  |
| 13.          | Now & Forever                                       | Dingus Jimmy Prime                         | 4:41  |
| 14.          | Company (featuring Travis Scott)                    | WondaGurl Travis Scott Ritter [a] TM88 [a] | 4:12  |
| 15.          | You & the 6                                         | Boi-1da 40 [a] Illmind [a]                 | 4:24  |
| 16.          | Jungle                                              | 40                                         | 5:20  |
| 17.          | 6PM in New York (bonusspår)                         | Boi-1da Frank Dukes [a] Sevn Thomas [a]    | 4:43  |
| Total längd: | Total längd:                                        | Total längd:                               | 68:38 |

| 18.          | How About Now | Boi-1da Evans [a] | 3:55  |
| 19.          | My Side       | 40 Boi-1da [a]    | 4:40  |
| Total längd: | Total längd:  | Total längd:      | 77:13 |

## Certifikat
| Region                | Certifikat | Antal      |
| --------------------- | ---------- | ---------- |
| Kanada (Music Canada) | 2× Platina | 160,000°   |
| Danmark (IFPI)        | Platina    | 20,000^    |
| Storbritannien (BPI]) | Guld       | 100,000^   |
| USA (RIAA)            | 2× Platina | 2,000,000° |

| * försäljningssiffror baserat på certifikat ^leveranssiffror enbart baserade på certifikat °försäljning + strömmande siffror baserat på certifikat |

## Kommersiell utmärkelse
“If You’re Reading This It’s Too Late” debuterade som etta på den kanadensiska albumlistan och sålde 37 000 exemplar första veckan. Albumet debuterade också etta på Billboard 200 med 535 000 sålda exemplar. Albumet streamades 17,3 miljoner gånger på Spotify vilket var mer än Drakes tidigare rekord för strömningar under första veckan med albumet “Nothing Was The Same”. På grund av albumet blev Drake första rapparen att nå första plats på listan Billboard Artist 100. I december 2015 hade albumet sålt 1,1 miljoner exemplar i USA. Den 15 mars 2016 certifierades albumet dubbel platina av Recording Industry Association of America (RIAA) för kombinerad försäljning och album motsvarande över 2 miljoner exemplar.